# Telče
Telče este o localitate din comuna Sevnica, Slovenia, cu o populație de 88 de locuitori.